# Acıgöl (Çardak)
L'Acıgöl (turco per lago amaro) è il secondo lago salato più grande della Turchia.

## Nome
Il nome del lago indica il carattere salato della sua acqua. Nell'antichità fu chiamato Lago di Sanaos. L'attuale nome del lago è ufficialmente riconosciuto dal 1923. Un nome obsoleto in Turchia per il lago è Çardak Gölü (in italiano: "lago di Çardak").

## Posizione
Il lago si trova sull'altopiano anatolico, nel distretto dei laghi, tra le province di Denizli e di Afyonkarahisar, con circa un quarto del lago (la parte sud-occidentale) attribuito a Denizli mentre la maggior parte del lago appartiene ad Afyon. La grande città più vicina, Denizli, dista circa 60 km. A causa delle dimensioni fluttuanti del lago, non ci sono insediamenti sulle rive. I luoghi più vicini all'Acıgöl sono nella parte occidentale Çardak (Denizli), nella parte nord Yüreğil, nella parte orientale Başmakçı (nella provincia di Afyon) e nella sponda meridionale Gemiş (nella provincia di Denizli). Sulla sponda settentrionale, la strada nazionale 320 porta da Denizli a Dinar.
Geologicamente, il lago è di tipo endoreico, e giace nel bacino omonimo, che si estende da nord-est a sud-ovest, parallelamente alla catena del Tauro. Il bacino stesso è lungo circa 45 km e largo da 9 a 12 km. Il letto del lago si estende in media a 850 m sopra il livello del mare; quindi, il bacino viene drenato. L'Acıgöl è circondato a sud dal Sögüt Daği (in italiano: "monte dei prati") alto fino a 2.033 m e a nord dalle catene montuose del Maymun Dağ (in italiano:monte della scimmia, 1.733 m) e del Beşparmak Dagı (in italiano: "monte delle cinque dita", 1.612 m). A causa dei sedimenti e dei depositi costieri, è noto che il lago aveva un livello d'acqua significativamente più alto (fino a 35 m al di sopra di quello odierno) durante la glaciazione Würm. A quei tempi ci fu anche una tracimazione nella direzione di Bozkurt verso il Meandro (in turco: Büyük Menderes), che è ancora riconoscibile come valle secca. Geologicamente, l'Acıgöl è un lago molto giovane.

## Idrologia

### Superficie del lago
La superficie del lago è molto variabile e dipende dalle precipitazioni invernali e dallo scioglimento della neve in primavera. Ad eccezione del torrente Kocaçay, che sfocia nel lago sulla sponda orientale, non ci sono affluenti. Il lago riceve acqua addizionale attraverso l'acqua di scioglimento dalle montagne circostanti e dalle sorgenti del piano del lago. In inverno, la superficie del lago può aumentare sino a 156-160 km². Nei mesi estivi asciutti, l'acqua si ritira, scoprendo il fondo del lago che consiste in un ampio strato di argilla sormontato da un sottile strato di sale. La superficie coperta dall'acqua può ridursi sino a 50 km².

### Analisi chimica
L'Acıgöl è un lago ipersalino. Le analisi mostrano un contenuto di sale da 8 a 200 mg/l; idrogenosolfato di sodio, NaHSO4 da 112 a 15232 mg/l; cloro 290–35320 mg/l; idrogenocarbonato di magnesio da 82 a 3425 mg/l; e calcio da 102 a 745 mg/l.

## Flora e fauna
L'intero bacino è designato dal governo turco come "zona umida di classe B", cosa che sfortunatamente ha scarso effetto sulla protezione della natura. Il lago è circondato da tipiche piante alofite come per esempio l'Atriplex. Le piante e gli animali acquatici non possono esistere nell'ambiente salato del lago, ma nell'Acıgöl ci sono microrganismi unici, come i batteri alofili. Per gli uccelli, il Bacino di Acigol è un importante rifugio. Secondo i criteri IBA (Important Bird Areas), questo è un importante punto di raccolta per uccelli acquatici e uccelli migratori. Particolarmente degni di nota sono il fratino eurasiatico (Charadrius alexandrinus) e la casarca (Tadorna ferruginea). Inoltre, ci sono popolazioni significative della sterna zampenere (Gelochelidon nilotica), della grande otarda (Otarda tarda), dell'avocetta comune (Recurvirostra avosetta) e della pavoncella spinosa (Vanellus spinosus). Complessivamente sono state contate 176 specie di uccelli. Il lago soffre della crescente industrializzazione e dell'inquinamento sempre crescente prodotto dalla popolazione intorno alle sue rive, tanto che alcune specie di uccelli non sono state più avvistate.

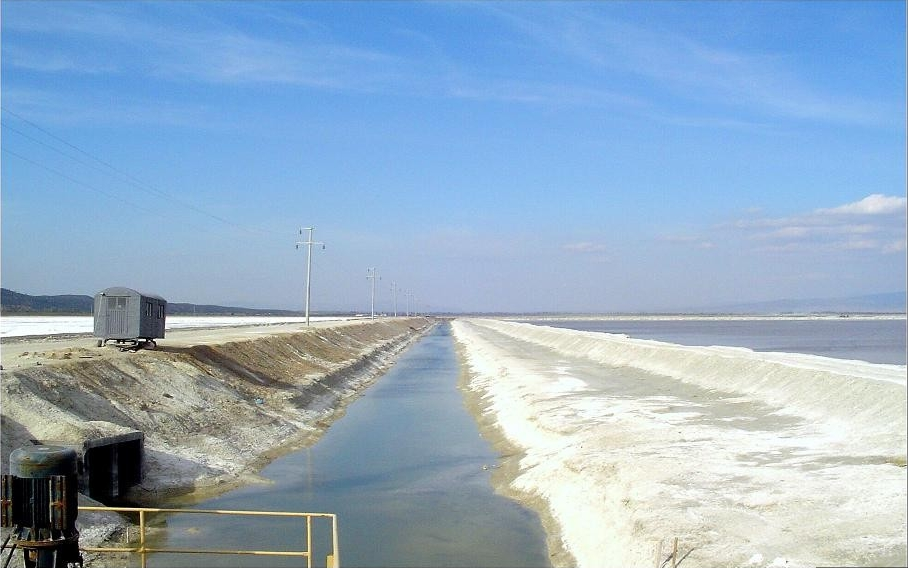
Estrazione del solfato di sodio nell'Acıgöl presso Dazkiri

## Sfruttamento economico
I minerali presenti nel lago sono estratti dal 2002 dalla società Estuz; l'estrazione riguarda sali (cloruro di sodio, solfato di sodio), potassio, magnesio, sodio, solfati e gesso. Ogni anno, fino a 150.000 tonnellate di sali vengono recuperate negli stagni di evaporazione e confezionate a Dazkiri.